# Registered Traveler

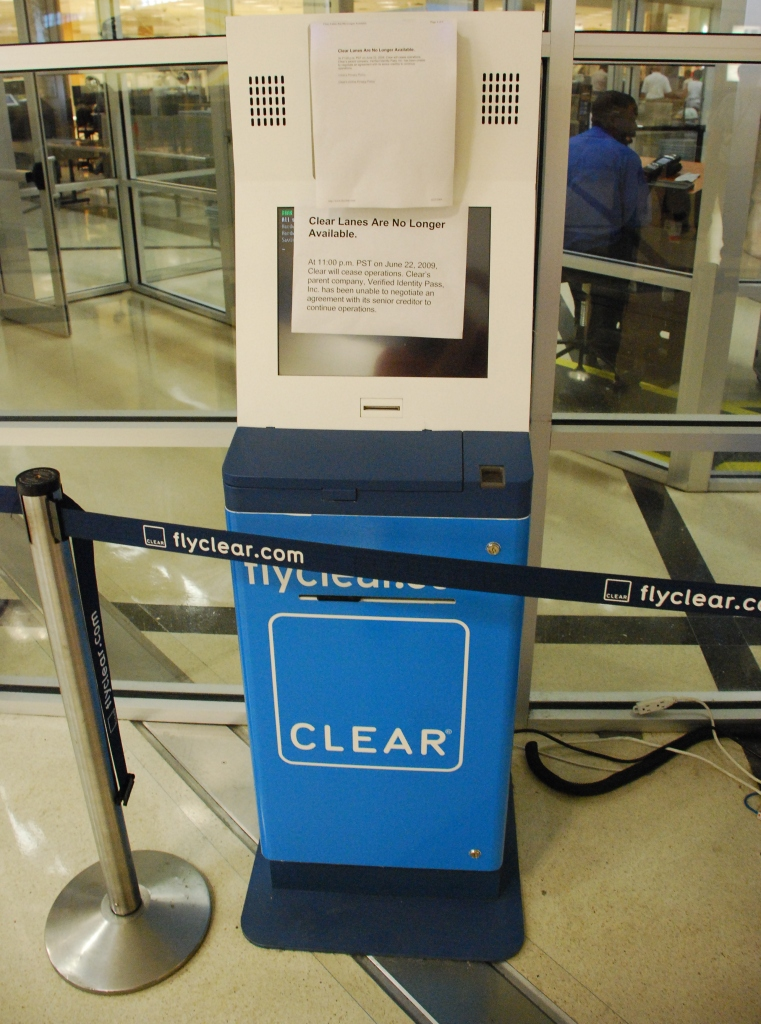
Une borne Flyclear à l'aéroport international Hartsfield-Jackson d'Atlanta

Le Registered Traveler Pilot Program est un programme-pilote payant destiné à valider les attributs de sécurité des passagers empruntant les vols aux États-Unis. Administré par le TTAC, une division de la TSA responsable de la sécurité en vol, il a été lancé en 2005 sous l'égide de l'industrie du transport aérien. Le TTAC remplaçait le Computer Assisted Passenger Prescreening System (en) (CAPPS) et le CAPPS II, deux programmes antérieurs au 11 septembre 2001, destinés à lutter contre le terrorisme, qui ont été abolis à la suite de plusieurs critiques (neuf des 19 pirates de l'air du 11 septembre étaient passés par le CAPPS). Réservé aux citoyens des États-Unis et aux détenteurs d'une carte de résident permanent, le programme est géré par un partenariat public-privé géré par le TSA et le RTIC (Registered Traveler Interoperability Consortium).

## Carte à puce biométrique
Après avoir été comparé aux diverses bases de données des agences de maintien de l'ordre (notamment Codis et Integrated Automated Fingerprint Identification System (en) du FBI) et des services de renseignement, les passagers inscrits à ce programme sont dotés d'une carte à puce contenant leurs caractéristiques biométriques (une photographie numérique, avec soit les empreintes digitales, soit l'iris). Le dispositif biométrique utilisé répond aux standards du National Institute of Standards and Technology à des fins d'interopérabilité : c'est le ANSI/NIST-ITL 1 - Data Format for the Interchange of Fingerprint, Facial and Scar Mark and Tattoo (les données concernant l'iris répondent au format ISO/IEC 19794-6:2005).
Les données personnelles suivantes sont aussi enregistrées : nom, téléphone, lieu et date de naissance, les différentes adresses des cinq dernières années, la taille, la couleur des yeux, la nationalité, le numéro de permis de conduire et l'État de résidence.

## Coût et critiques
Cela coûte 100 dollars par an plus 28 dollars de background check (en). Certains l'ont critiqué comme un privilège indu, tandis que d'autres (dont l'ACLU) mettent en avant les problèmes que ce programme pose vis-à-vis du droit à la vie privée. D'un autre côté, beaucoup de compagnies aériennes y sont opposées, notamment parce que cela permet à des voyageurs ne payant que la deuxième classe (plus les frais du programme) de bénéficier de procédures réservées à la première classe.

## Différents programmes
Le programme Registered Traveler regroupe plusieurs activités. Parmi ceux-ci, Clear program, par Verified Identity Pass (VIP), qui a été arrêté (VIP). Unisys est responsable du programme à Minneapolis, Houston et Los Angeles, Electronic Data Systems à Washington et à Boston, et VIP, jusqu'à son arrêt, à Orlando, conjointement avec Lockheed Martin.
VIP était le plus important partenaire du programme, ayant enregistré de l'information sur plus de 165 000 voyageurs. Clear a servi à recueillir différentes informations sur les voyageurs aériens, dont leurs empreintes digitales, leur numéro d'assurance sociale et leur adresse personnelle. 
Le Clear program a été officiellement arrêté le 22 juin 2009 faute de moyens financiers. En juillet 2009, le sort de ces informations est inconnu, ce qui inquiète différents groupes.